# Стряпково (Владимирская область)
Стряпково — деревня в Вязниковском районе Владимирской области России, входит в состав Паустовского сельского поселения. 

## География
Деревня расположена в 4 км на юг от центра поселения деревни Паустово и в 21 км на юг от города Вязники.

## История
В конце XIX — начале XX века деревня входила в составе Ждановской волости Вязниковского уезда, с 1926 года — в составе Никологорской волости. В 1859 году в деревне числилось 43 двора, в 1905 году — 25 дворов, в 1926 году — 60 дворов.
С 1929 года деревня входила в состав Успенского сельсовета Вязниковского района, с 1940 года — в составе Паустовского сельсовета, с 1965 года — в составе Октябрьского сельсовета, с 2005 года — в составе Паустовского сельского поселения.
Здесь, в 1802 году, в семье крепостных крестьян, родился Филипп Хорев (до пострижения Филипп Андреевич, в монашестве — Филарет) — впоследствии схимонах Русской православной церкви, основатель Пещерной обители и киновии Боголюбовой Богоматери при Гефсиманском ските, близ Свято-Троицкой Сергиевской лавры.

## Население
| 1859 | 1905 | 1926 | 2002 | 2010 | 2021 |
| ---- | ---- | ---- | ---- | ---- | ---- |
| 225  | ↗304 | ↗316 | ↘14  | ↘8   | ↘2   |